# Laura McLaren
Pour les articles homonymes, voir McLaren.
Laura Elizabeth McLaren, baronne d'Aberconway, née le 14 mai 1854 à Broughton (Royaume-Uni) et morte le 4 janvier 1933 à Antibes (France), est une suffragette et horticultrice britannique.

## Biographie
Elle est la fille du chimiste et industriel Henry Pochin (en) et de la suffragette Agnes Pochin (en).
Elle épouse le journaliste et député du Parti libéral Charles McLaren, associé commercial de son père, le 6 mars 1877 à Westminster. Il devient par la suite baron d'Aberconway, et elle porte donc le titre de baronne. Ils ont quatre enfants. Ses deux fils deviennent aussi députés du Parti libéral, Henry Mclaren pour la circonscription de West Staffordshire et Francis McLaren pour la circonscription de Spalding (Lincolnshire). Ce dernier épouse Barbara Jekyll (en), une nièce de la paysagiste Gertrude Jekyll, et meurt dans un accident d'avion en 1917. Sa fille Florence Norman, également suffragette, épouse Henry Norman et aménage avec lui les jardins de Ramster (en) Hall, dans le Surrey. Son autre fille, Elsie Dorothea, épouse Edward Alexander James Johns.
Elle milite pour le droit de vote des femmes, créant la Liberal Women's Suffrage Union et publiant deux ouvrages sur le sujet. De 1915 à 1919, elle préside la Women's Liberal Federation, l'organisation féminine du Parti libéral.
Pendant la Première Guerre mondiale, elle transforme sa maison londonienne en hôpital et participe à sa gestion.
Horticultrice talentueuse, elle élargit et améliore avec son mari le Bodnant Garden (en), commencé par son père. Elle possède aussi le château de la Garoupe (en) à Antibes (France), dont le jardin est considéré comme magnifique.
Elle meurt en 1933 dans ce château.

## Décorations
En 1918, elle est faite commandeur de l'ordre de l'Empire britannique. Elle est aussi dame de grâce du très vénérable ordre de Saint-Jean.

## Ouvrages
- The Women's Charter of Rights and Liberties, Londres, John Sewell, 1909.
- The Prime Minister and Women's Suffrage, Londres, John Sewell, 1913.